# José Mujica

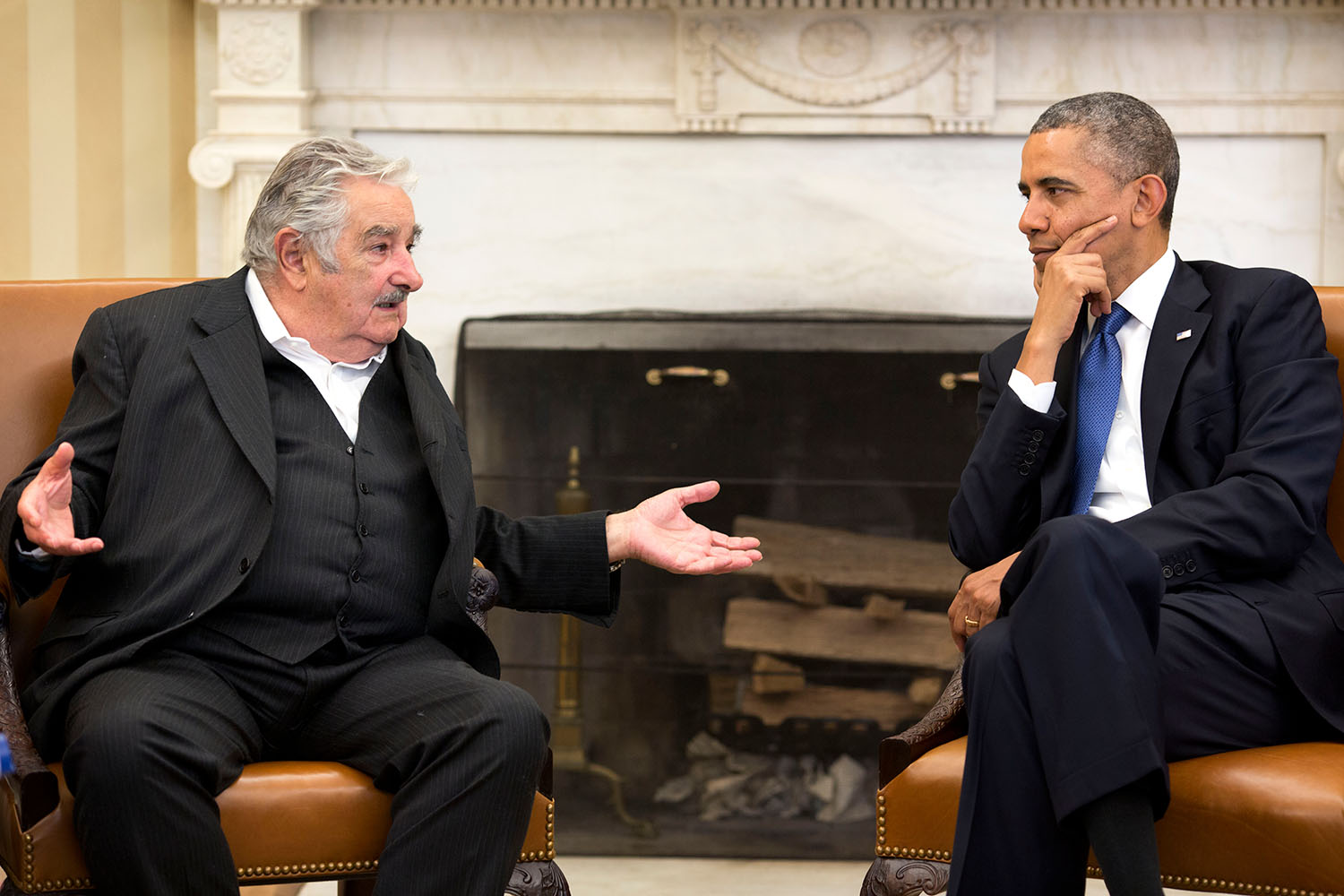
Americký prezident Barack Obama při setkání s prezidentem Josém Mujicou Cordanem (2014)

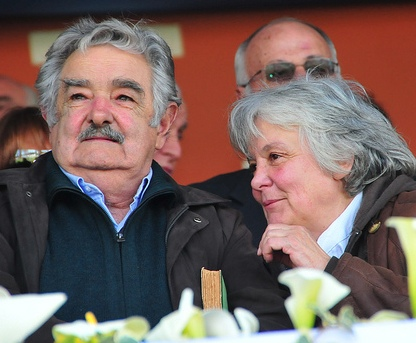
José Mujica se svojí manželkou, Lucíou Topolanskou.

José Alberto Mujica Cordano [choˈse muˈchika] přezdívaný El Pepe (20. května 1935 – 13. května 2025) byl uruguayský politik, který v letech 2010–2015 zastával post uruguayského prezidenta.

## Biografie
Pocházel z chudé rodiny baskických přistěhovalců. Byl ženatý (jeho manželkou byla od roku 2005 senátorka a bývalá příslušnice Tupamaros Lucía Topolansky), bezdětný. Od přelomu šedesátých a sedmdesátých let byl členem partyzánského hnutí národního osvobození Tupamaros. Během působení v této organizaci se účastnil řady odbojových akcí proti diktátorskému režimu, který v Uruguayi existoval v letech 1973 až 1985. Během odboje byl Mujica několikrát postřelen a celkem strávil téměř patnáct let ve vězení. Byl vězněn jako rukojmí, který by byl popraven, pokud by Tupamaros obnovili svoji aktivitu. Propuštěn byl až díky amnestii po návratu demokracie v roce 1985. Hnutí Tupamaros po skončení diktatury složilo zbraně a integrovalo se do strany Frente Amplio.

### Politická kariéra
V letech 1994–1999 byl poslancem a poté senátorem (1999–2004) a během let 2005–2008 působil jako ministr zemědělství státu Uruguay. Roku 2008 se stal opět senátorem. Z jeho projevů bylo patrné, že má zájem stát se budoucím prezidentem. V červnu roku 2009 byl zvolen jako oficiální prezidentský kandidát za stranu Frente Amplio a v druhém kole voleb konaném 29. listopadu 2009 zvítězil nad kandidátem strany Partido Nacional Luisem Albertem Lacallem v poměru 52% ku 43 %.
Stal se tak prezidentem Uruguaye na pětileté období počínající 1. březnem 2010 a končící 1. března 2015.
Podle Juana Carlose Doyenarta, ředitele agentury veřejného mínění v Montevideu, pomohlo Mujicovi vyhrát volby především to, že jeho současný dědečkovský image má daleko k partyzánovi, kterým byl v 70. letech a protože si vybral jako viceprezidenta ekonoma Danilo Astoria, který dodal Mujicově lidovosti a autentičnosti vážnost a intelekt.
Mujica v prezidentském paláci pouze úřadoval, jinak žil na rodinném statku nedaleko Montevidea a živil se pěstováním květin. Jeho nejcennějším majetkem byl Volkswagen Brouk z roku 1987. Devadesát procent prezidentského platu dával do fondu, který pomáhá chudým lidem rozběhnout vlastní podnikání. Z jeho iniciativy se stala Uruguay prvním státem na světě, který legalizoval marihuanu. Od státem kontrolovaného pěstování a prodeje konopí si Mujica sliboval vyšší výběr daní. Za jeho prezidentování byly také v Uruguayi povoleny sňatky homosexuálů.

## Vyznamenání
- velkokříž s řetězem Národního řádu za zásluhy – Paraguay, 16. srpna 2010[6][7]
- velkokříž s diamanty Řádu peruánského slunce – Peru, 25. ledna 2011[8][9]
- řádový řetěz Řádu aztéckého orla – Mexiko, 28. ledna 2014[10]
- velkokříž s řetězem Národního řádu za zásluhy – Ekvádor, 4. prosince 2014[11]
- velkokříž s řetězem Řádu osvoboditele generála San Martína – Argentina, 25. ledna 2021[12]
- Řád Manuela Amadora Guerrera – Panama[13][14]